# Gabrius exiguus
Gabrius exiguus är en skalbaggsart som först beskrevs av Alexander von Nordmann 1837.  Gabrius exiguus ingår i släktet Gabrius, och familjen kortvingar. Det är osäkert om arten förekommer i Sverige.